# Eduard Mohr
Eduard Mohr   (Hamburg, 29 de juny de 1902 - 20 de setembre de 1984) va ser un regatista alemany que va competir durant la dècada de 1930.
El 1936 va prendre part en els Jocs Olímpics de Berlín, on va guanyar la medalla de bronze en la competició de 8 metres del programa de vela, a bord del Germania III.